# Shiga-præfekturet
Shiga-præfekturet (滋賀県 Shiga-ken) er et præfektur i Japan.
Præfekturet ligger i regionen Kansai på den centrale del af Japans hovedø Honshū. Det har et areal på 4.017 km2
og et befolkningstal på 1.411.168 (2021) indbyggere. Hovedbyen er byen Ōtsu.